# Cellule mucose del colletto
Le cellule mucose del colletto sono il costituente principale delle ghiandole gastriche.
Le cellule mucose del colletto costituiscono la tipologia principale di cellule di questa zona della ghiandola gastrica. Possiedono una forma cilindrica, più tozza di quella delle cellule mucose superficiali oppure prismatica, ed un orletto a spazzola egualmente sviluppato. Il nucleo si presenta ovale, con l'asse maggiore perpendicolare rispetto a quello della cellula. L'apparato di Golgi si trova in posizione centrale ed è ben sviluppato, mentre il reticolo endoplasmatico liscio tende a concentrarsi attorno al nucleo, avvolgendolo. I mitocondri sono piuttosto numerosi e le vescicole di mucina, più piccole di quelle delle cellule mucose superficiali e con proteoglicani acidi chimicamente differenti, tendono a concentrarsi presso la zona apicale della cellula. Queste cellule vengono completamente sostituite ogni 3 giorni a causa dell'ambiente fortemente acido dello stomaco.
Il citpolasma apicale è ricco di un prodotto di secrezione idrosolubile utilizzato per lubrificare il contenuto gastrico.